# Crónica Televisión
Crónica Televisión (conocido también como Crónica HD) es un canal de televisión abierta argentino orientado a las noticias, con su programación dedicada íntegramente a noticieros permanentes en vivo. Fundado por el dueño del diario de nombre homónimo, Héctor Ricardo García. Es propiedad del Grupo Olmos.

## Historia

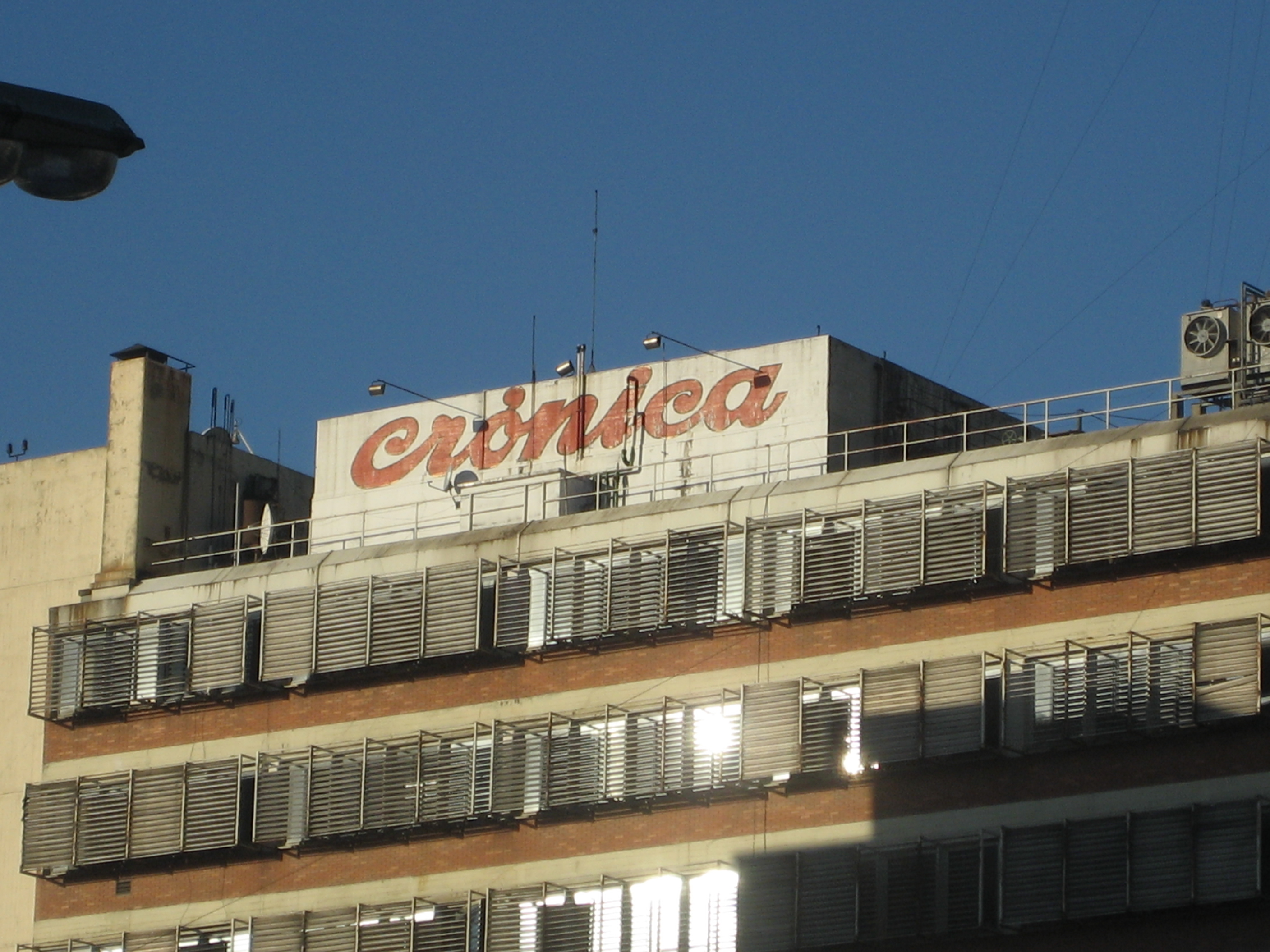
Edificio central de Grupo Crónica

Con la imagen de los presentadores históricos (además periodistas y abogados) Rosanna González y Gustavo Chapur, a cargo de la conducción matutina, y bajo la dirección de Mario Gavilán y Juan Carlos "Cacho" Paredez, Crónica TV inició sus transmisiones el 3 de enero de 1994 convirtiéndose en el primer canal argentino en transmitir 24 horas de noticias en vivo, sin programación predefinida, siendo esa su característica central como mecanismo de cobertura: la transmisión permanente en vivo y en directo. Utilizaba las instalaciones de Estrellas Producciones heredadas del paso de Héctor Ricardo García por el viejo canal Teledós (hoy América TV), desde donde también se emiten o graban programas para otros canales, como fue el caso de Mirtha Legrand y Jorge Lanata.
En su pantalla han trabajado figuras célebres del medio como Cacho Fontana, Lidia "Pinky" Satragno, Ariel Delgado, Bernardo Neustadt, Susana Fontana, Graciela Mancuso, Jorge Asís, Teté Coustarot, Gerardo Sofovich y Lucho Avilés.
Durante 10 años ha sido el canal líder en primicias, índice de audiencia y coberturas, ganando en forma consecutiva el premio Martín Fierro como mejor Servicio Informativo en televisión por cable. Si bien por años fue el canal informativo más visto, a partir de 2004 se vio superado en términos de audiencia por Todo Noticias, propiedad del Grupo Clarín.
La señal es muy famosa en la Argentina y es reconocida por su carácter popular y a veces excéntrico o peculiar en el tratamiento de la información. Es su marca registrada el uso de «placas rojas» que ocupan toda la pantalla con letras blancas gigantes para anunciar noticias de último momento, acompañadas siempre de fondo por la marcha militar estadounidense «The Stars and Stripes Forever» de John Philip Sousa.
En la emisora, lo más impactante son las «placas negras», utilizadas ante los fallecimientos de personas muy importantes a nivel nacional o mundial, como lo fue en el caso de la muerte de Raúl Alfonsín o Margaret Thatcher.
La ironía es otro de los recursos de que se vale la emisora; en un caso en que un conductor en estado de ebriedad casi atropella a un grupo de personas, el canal tituló «Conductor borracho casi provoca una tragedia. Batman único testigo» por encontrarse en el lugar una persona disfrazada de Batman.
A partir de abril de 2007, Crónica TV vive una especie de transición, entre el viejo GC utilizado entre 1987 y 1989 para Teledós, Hacia el Generador de Gráficos Vizrt, cambiándole su eslogan a El canal argentino, como consecuencia de dicha transición.
En abril de 2011, el Grupo Olmos de Raúl y Alejandro Olmos adquirieron la señales de Crónica TV y CM mediante un juicio contra Héctor García por una supuesta "evasión tributaria agravada", producto de una deuda que acumuló el canal debido a que el gobierno no le permitió emitir publicidad oficial para financiarse.
Mediante la resolución 10090/2016 del ENACOM publicada en el Boletín Oficial de la República Argentina el 5 de enero de 2017, Crónica TV obtiene licencia como licenciatario operador del canal 27 de UHF para cubrir todo el AMBA en el dial 27.1 de la TDA con calidad HD 720p y una tasa de transferencia máxima de 8 Mbps.

## Logotipos

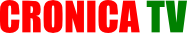
2008–2016
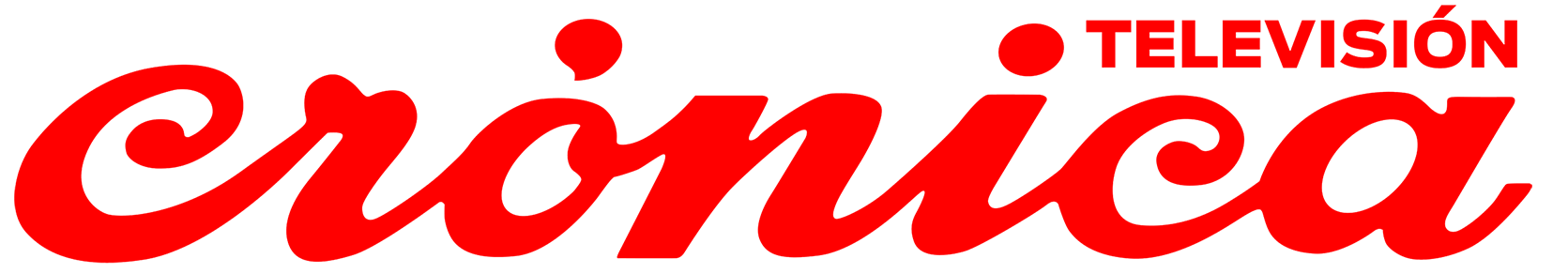
2016–2017

## Diario Crónica
Diario Crónica es un periódico argentino. Fue fundado el 29 de julio de 1963 (62 años), para Capital Federal y Gran Buenos Aires.
- CroniShop

## CM, el canal de la música
La señal hermana de Crónica TV comenzó sus transmisiones en 1996, con el nombre de Crónica Musical, que meses después fue renombrado como CM, el canal de la música. El programa «CM Xpress», sale en el estudio de noticias de Crónica TV en dúplex por CM.
Conductores
- Paola Prenat
- Walter Leiva
- Valentín Samsón
- Nara Yoli
- Carucho Podestá
- Agustín Nanni
- Ernesto Nanni